# Friedrich August Karl von Kospoth

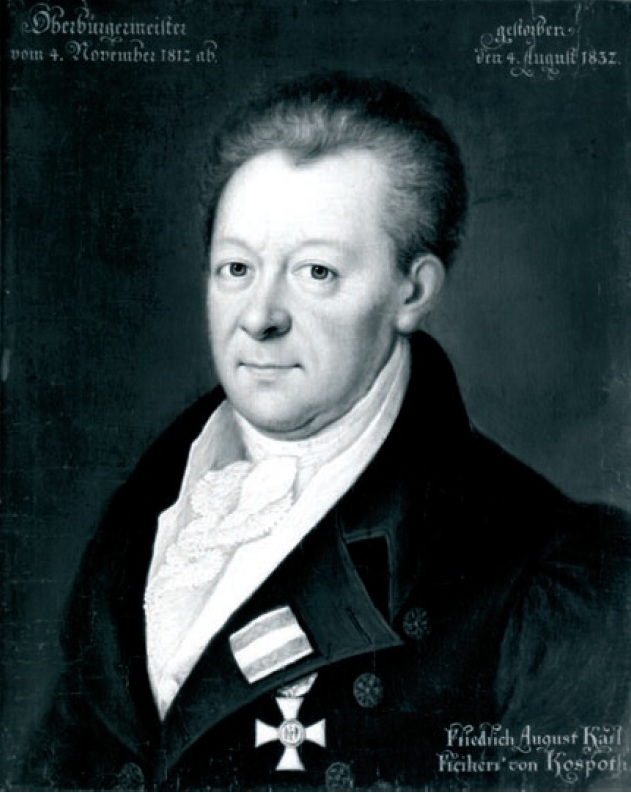
Friedrich August Karl Freiherr von Kospoth

Friedrich August Karl (Carl) Freiherr von Kospoth (* 2. Juli 1767 in Ruppin; † 4. August 1832 in Breslau; auch: August Friedrich Karl von Kospoth) war ein deutscher Kommunalpolitiker und Oberbürgermeister der Stadt Breslau.

## Leben und Wirken
Friedrich August Karl von Kospoth war ein Sohn des Friedrich August Wilhelm Graf von Kospoth (* 15. August 1739 in Oschitz, † 8. Juni 1782 in Neuruppin) und der Johanna Juliane Marianne von Mosch (* 26. Februar 1728 in Altdorf bei Sagan, † 3. Februar 1793 in Kunersdorf). Er besuchte die Ritterakademie in Liegnitz und studierte dann Rechtswissenschaften in Halle. Ab 1791 war er im Dienst des Herzogs von Braunschweig-Oels. Nach der Zweiten Polnischen Teilung wurde er von preußischer Seite mit der Verwaltung von Petrikau und Kalisch beauftragt.
1808 begann Kospoth eine Tätigkeit am Amtsgericht in Breslau. Ab 1812 kümmerte er sich für die nächsten zwanzig Jahre als Bürgermeister um die Finanzen, Schulen und Soziales in der Stadt.
Als der preußische König im Januar 1813 nach Breslau kam, um die Erhebung gegen Napoleon vorzubereiten, stand Kospoth in ständigem Kontakt mit dem Monarchen und organisierte eine Spendensammlung unter den Bürgern zur Ausstattung der Freiwilligen mit Uniformen. Er verhandelte mit Napoleon um die Verschonung der Stadt vor den Truppen Lauristons.
Danach versuchte Kospoth durch Reformen die wirtschaftliche Lage der Bevölkerung zu bessern und so die Zahl der Bettler zu reduzieren. Er unterstützte auch das Vorhaben zur Errichtung eines Blücher-Denkmals von Christian Daniel Rauch auf dem Salzring. In seine Amtszeit fällt die große Oder-Flut vom Juni 1829.
August von Kospoth starb im Sommer 1832 an der Cholera und wurde auf dem Großen Friedhof beigesetzt. 1833 fertigte der Maler Gottfried August Thilo (1766–1855) ein Porträt von ihm. Bis 1945 war die heutige Ignacy-Daszyński-Straße (poln.: ul. Ignacego Daszyńskiego) nach Kospoth benannt.
August von Kospoth wurde 1822 mit dem Roten Adlerorden ausgezeichnet.

## Familie
Kospoth war verheiratet mit Rosina Geßner. Von den beiden Söhnen war der ältere Premierlieutenant im 7. Husarenregiment, der jüngere fürstlich Thurn- und Taxisscher Oberförster in der Provinz Posen. Von den acht Töchtern war Bertha (1797–1869) seit 1826 verheiratet mit dem Breslauer Buchhändler und Stadtrat Julius Korn (1799–1837). Beide waren die Eltern von Heinrich von Korn.